# Family Guy Video Game!
 I Griffin - Il videogioco!  è un videogioco del 2006 distribuito da 2K Games e sviluppato da High Voltage Software, basato sulla serie televisiva I Griffin. 
Nel 2012 è uscito il suo seguito, di genere sparatutto in terza persona e dal titolo I Griffin: Ritorno al multiverso.

## Trama
La storia del videogioco si colloca tra l'83º ed 84º episodio della serie TV.
Il videogioco si estende in tre trame differenti (relative agli altrettanti personaggi giocabili) che si intersecano costantemente. Il protagonista iniziale è Stewie, che dovrà affrontare il suo perfido alter ego Bertram nella sfida per il dominio sul mondo. Stewie dovrà raccogliere i potenziatori della propria arma, risolvere enigmi e prendere controllo della mente degli altri personaggi come Lois e Glenn Quagmire affinché facciano per lui le commissioni rese più difficili dalle sue piccole dimensioni. Si giocherà poi con il cane Brian, che è stato accusato di aver messo incinta la cagna del padre di Lois, durante il corso della storia Brian dovrà cercare degli indizi per scoprire chi sia il vero colpevole senza esser scoperto, e infine si giocherà nei panni di Peter per cercare di fermare Mr. Belvedere (della sitcom americana omonima) nel suo tentativo di conquistare il pianeta, dove adotterà diverse personalità come il Robot A.N.N.A, una sua versione da prostituta e il suo alter-ego Rufus Griffin e molti altri ancora. 
- Nel Primo Finale: Brian dopo molte ricerche scopre che il "colpevole" altri non è che il suo vicino Glenn Quagmire e viene di fatto scagionato da Joe Swanson.

- Nel Secondo Finale: Stewie riesce a sconfiggere Bertram e il suo esercito, ma prima che possa finire il suo acerrimo nemico Bertram viene portato via da una delle sue madri, con Bertram che giura che si vendicherà contro Stewie.

- Nel Terzo Finale: dopo aver pestato tutto e tutti, Peter si chiede se ne è valsa veramente la pena, ma prima di rispondere alla sua domanda affronta per l'ennesima volta il suo arcinemico Ernie Il Pollo Gigante, il tutto si conclude con Peter che si chiede chi sia il misterioso individuo che sta continuando a mostrare l'ombra di Mr.Belvedere e si scopre che tale individuo altri non è che il sindaco West mentre si sta allenando a fare le ombre cinesi.

## Modalità di gioco
Il gioco è suddiviso in 22 livelli per i tre personaggi giocabili: Peter, Stewie o Brian. Peter e Stewie hanno otto livelli, mentre Brian ne ha sei. Ogni personaggio ha il suo stile di gioco unico.
Alcuni altri personaggi possono anche essere controllati dal giocatore durante frazioni molto piccole dei livelli di Stewie, poiché possiede un dispositivo di controllo mentale. Questi includono Lois, Quagmire, Cleveland, Morte e Meg, così come altri personaggi minori e personaggi sconosciuti.